# Héroux-Devtek
 (mars 2020).
Héroux-Devtek est une entreprise canadienne basée à Longueuil, au Québec, spécialisée dans la fabrication et la réparation de divers composantes industrielles, énergétiques, et aéronautiques.

## Activités
Les activités de Héroux-Devtek sont regroupés sous les trains d’atterrissage et les systèmes d’actionnement :
- Les trains d'atterrissage ;
- Les actuateurs;
- Les actuateurs électro-mécaniques;
- Les vis sans fins (Ballscrews);
- les filtres;
- les boîtiers électroniques .

La firme utilise divers métaux comme l'acier, l'aluminium, le fer, le titane. Au 31 mars 2019, Héroux-Devtek a enregistré un chiffre d'affaires de 483,9 millions $, et un profit de 26,2 millions $. Elle emploie un effectif de 1 960 employés.

## L'histoire de l'entreprise
La compagnie a commencé ses activités 1942 sous le nom de Héroux Machine Parts Limited, en banlieue de Montréal, où la firme produisit des éléments destinés à diverses utilisations militaires (dont les avions). Dans les années 1960, l'entreprise fabrique les servomécanismes et les trains d'atterrissage des Canadair CL-215 et De Havilland DHC-6 Twin Otter. En 1969, Héroux participe au Programme Apollo de la NASA.
Au mois de décembre 1986, la firme  a procédé à son premier appel public à l'épargne par une émission d'action ordinaires, et donc devient une société à capital ouvert à la bourse de Montréal. Au mois de novembre 1987, Héroux pris possession de McSwain Manufacturing Corporation, de Cincinnati, en Ohio, la société est spécialisée dans la fabrication de composantes destinées aux industries; de l'aérospatiale, de la production d'électricité, et de machineries lourdes. En 1995, l'entreprise fournit des pièces pour l'avion Learjet 45.
Le 3 juin 1999, Héroux procède aux acquisitions de Metro Machining Corporation, et d'Industries CAT inc., firme spécialisées dans les structures d'aviations, aussi en 1999 les actions de l'entreprise sont transférées à la 
bourse de Toronto. En juin 2000, Héroux annonce l'achat de Devtek Corporation, et par la suite devient Héroux-Devtek inc. Le 1er avril 2004, l'entreprise annonce l'acquisition de Progressive inc., d'Arlington au Texas, un fabricant de composantes destinés aux équipementiers d'origine du secteur militaire.

## Principaux actionnaires
Au 27 février 2020:
| Caisse de dépôt et placement du Québec | 13,2% |
| CI Investments                         | 12,4% |
| Gilles Labbé                           | 10,2% |
| Fonds de Solidarité                    | 10,1% |
| Fiera Capital - IM -                   | 8,69% |
| Mackenzie Financial                    | 4,16% |
| Invesco Canada                         | 3,97% |
| Dimensional Fund Advisors              | 2,28% |
| I. G. Investment Management            | 1,50% |
| Beutel, Goodman & Co                   | 1,17% |

## Les différents secteurs d'activités de Héroux-Devtek

### La division de train d'atterrissage
Cette section, se spécialise dans la fabrication et la réfection de trains d'atterrissage de différentes tailles, et aussi d'actionneurs hydrauliques, des mécanismes de verrouillage de trains de rentré, des systèmes de commande de vol, des moyeux de rotor, pour des compagnies d'équipements d'origines et des opérateurs d'avions civils et militaires.

### La division aérostructures
Cette section fabrique une gamme complète de composantes usinées et ensembles complets, de petites pièces à des dimensions de 60 mètres. Aussi une société du nom de Magtron, produits des boîtiers pour de les équipements électroniques, et destinés à divers usages; l'aviation militaire, la Navette Spatiale Américaine, la Station Spatiale Internationale, et des véhicules blindés légers.

### La division de composantes de turbines à gaz
Cette section construit des composantes de moteurs d'avions et des systèmes de production d'électricité avec des turbines, et des pompes servant aux transferts de pétrole.

## Informations économiques

### Clients
Boeing, Bombardier Aéronautique, General Dynamics, General Electric, Collins Aerospace, Lockheed Martin Corporation, Forces armées des États-Unis, Northrop Grumman, Safran, Raytheon, Rockwell, Triumph,Leonardo, BAE, Saab, Sikorsky, Embraer

### Usines de fabrications
- Au Canada,

Dorval, Longueuil, Laval, au Québec. et Scarborough, Kitchener, Toronto, en Ontario.
- Aux États-Unis,

Cincinnati, Springfield et Cleveland en Ohio, ainsi qu'Arlington au Texas.

### Marchés géographiques
Outre le Canada, les États-Unis, et le Mexique, Héroux-Devtek a des clients en :
- Europe, dont; la Belgique, la France, le Luxembourg, les Pays-Bas, le Royaume-Uni, et
- L'Amérique du Sud